# Сталинизм
Сталини́зм (по партийному псевдониму Иосифа Джугашви́ли; также известен как сталинщина) — термин, используемый рядом историков, политологов, публицистов, государственных и общественных деятелей для обозначения и характеристики политической системы, сложившейся в СССР (а затем и в зависимых от него государствах) после окончания внутрипартийной борьбы в конце 1920-х — начале 1930-х годов и существовавшей до XX съезда КПСС в феврале 1956 года.
Политическая система характеризуется диктатурой Сталина, тоталитарным режимом, сталинскими репрессиями, сращиванием государственных органов и правящей коммунистической партии, цензурой, пропагандой, продвигающей культ личности Сталина.

## Установление
Формирование сталинизма как тоталитарной системы власти и идеологии обычно связывают с фактическим завершением внутрипартийной борьбы за власть, окончательным разгромом всех оппозиционных течений и началом «большого скачка» — взятым в конце 1920-х годов курсом на форсированную индустриализацию и сплошную коллективизацию сельского хозяйства для осуществления модернизационного проекта колоссальных масштабов — перехода от традиционного аграрного общества к индустриальному, — что потребовало всемерной мобилизации внутренних ресурсов, сверхцентрализации экономической жизни и, в конечном счёте, привело к формированию в СССР целостной командно-административной системы. В 1930-е годы в условиях утверждения монополии на мысль, создания культа вождя, образа врага и массовых репрессий произошло окончательное утверждение режима личной власти Сталина и перерождение партии в структуру командно-административной системы управления.
Предпосылками тоталитаризма в СССР стали необходимость форсированного экономического развития, необходимость в течение четверти века мирного времени удерживать жизненный стандарт миллионов людей на уровне содержания в годы войны и катастроф, особый тип политической культуры на всём протяжении истории (пренебрежение к закону, насильственная власть, отсутствие оппозиции и так далее). Эти факторы стали причиной формирования в СССР в 30-е годы тоталитарного режима, системы личной диктатуры Сталина.

## Общая характеристика
Политическая система характеризуется:
- диктатурой (личной властью) Сталина[5][6];
- тоталитарным режимом (абсолютным контролем государства над всеми аспектами общественной и частной жизни)[5][7][8];
- массовыми политическими репрессиями[9][10][11];
- сращиванием государственных органов и правящей коммунистической партии[5][7];
- цензурой[12][13];
- пропагандой[14][15], культом личности Сталина[15][16], вождизмом[15][17] и демонизацией врага[16];
- борьбой с религией в период 1929—1942 годов[18];
- фальсификацией истории[19][20];
- изоляционизмом в науке[21];
- борьбой с космополитизмом в период 1948—1953 годов.

## Обзор
Некоторые исследователи трактуют сталинизм шире. Так американский историк Шейла Фицпатрик, кроме вышеперечисленных черт добавляет «различные неформальные, личные сделки и договоренности, помогающие людям на всех уровнях защитить себя и добыть дефицитные блага», подчеркивая, что сталинизм, как особая жизненная среда, окончательно сформировался в 1930-е годы и в основных своих чертах просуществовал всю послесталинскую эпоху вплоть до горбачёвской перестройки 1980-х гг.
Согласно выводам главного специалиста Госархива О. В. Хлевнюка, сталинизм представлял собой крайне централизованный режим, который опирался прежде всего на мощные партийно-государственные структуры и формирование прагматичных стратегий. Из архивных материалов следует, что Сталин принимал принципиальные решения и был инициатором всех сколько-нибудь значимых государственных мер. Каждый член Политбюро должен был подтверждать своё согласие с принятыми Сталиным решениями, в то же время ответственность за их исполнение Сталин перекладывал на подотчётных ему лиц. При этом сам процесс принятия решений был закрытым. Из принятых в 1930—1941 годов постановлений Политбюро менее 4 тыс. были публичными, более 28 тыс. — секретными, из них 5 тыс. настолько секретными, что о них было известно только узкому кругу посвящённых.
Как отмечает в своей работе В. Б. Чистяков, командно-административная система как «чрезвычайная система» общественной организации позволяла «сконденсировать» избыточную социально-психологическую энергию народа, направив её на решение ключевых задач. При этом мощное политико-идеологическое давление было призвано компенсировать слабость материального стимулирования. Экономика страны полностью огосударствлялась, партия окончательно сливалась с государством, а государство идеологизировалось. Каждый член общества вовлекался в иерархическую систему идеологизированных организаций (пионерская организация, комсомол, профсоюзы и др.), через которые осуществлялось партийно-государственное руководство. Функции по распоряжению огосударствленной собственностью и политическая власть оказались отчуждены от подавляющего большинства социума в пользу партийно-государственного аппарата и лично Сталина. Население поддерживалось в постоянной мобилизационной готовности при помощи массированных пропагандистских кампаний, волн массового террора, показательных судебных процессов над «врагами народа».
Анализ решений Политбюро, проведённый специалистами Гуверовского института Полом Грегори и Марком Харрисоном, показал, что их главной целью была максимизация фонда накопления — разности между объёмами производства продукции и её потребления. Сверхцентрализация ресурсов на направлениях, признанных ключевыми, требовала сверхущемления интересов других секторов, что постоянно создавало опасность социальных протестов. Для того, чтобы пресечь такую возможность, в стране была создана мощная разветвлённая карательно-осведомительная система. С другой стороны, рост валового накопления в экономике приводил к столкновению между различными административными и региональными интересами за влияние на процесс подготовки и исполнения политических решений. Конкуренция этих интересов отчасти сглаживала деструктивные последствия гиперцентрализации.
Историк, социолог, политолог и правовед А. Н. Медушевский называет идеологию сталинизма выражением социального конструктивизма, ведущего своё происхождение от Просвещения и Французской революции XVIII века. Он указывает, что сталинизм как идеология основывался на механистической концепции мира и на представлении о возможности его изменения с позиций разума посредством революции, которая, в свою очередь, рассматривалась как конструирование новой социальной реальности без учёта исторической традиции и цены вопроса. Именно такой подход обусловил масштабы сталинской программы модернизации и логику социальных процессов.
Как пишет А. Н. Медушевский, ключевыми параметрами проекта модернизации (строительства нового общества) стали:
- создание новой информационной картины мира и социально-психологической ситуации путём внедрения мобилизационной идеологии;
- унификация социальной структуры;
- подавление социальных и национальных противоречий там, где они представляют опасность для целей системы;
- создание политического режима, способного осуществлять эти цели вопреки сопротивлению общества и даже части элиты[25].

По определению А. Н. Медушевского, изменение информационной картины мира привело к «переформатированию социума по таким основополагающим координатам, как пространство, время и смысл существования индивида».
«Узурпация географического пространства» выразилась прежде всего в его сворачивании, изоляции от внешнего мира. В сознание населения внедрялись идеологизированные представления о географических границах системы и их расширении — концепцию «мировой революции» сменило «построение социализма в одной отдельно взятой стране», которую, в своё время, заменил «мир социализма» («мировая социалистическая система»). Одновременно было фактически реализовано стремление к воссозданию исторических границ бывшей Российской империи. Внутреннее пространство использовалось для осуществления идеологических целей режима — высылка «врагов» на необжитые земли, в Сибирь, на Крайний Север и Дальний Восток, в голые степи Казахстана как своего рода продолжение освоения новых территорий, создание новых городов на окраинах страны, «преобразование природы» через создание каналов и искусственных водохранилищ.
«Узурпация временно́го пространства» ставила своей целью вытеснение подлинной исторической памяти ради создания иллюзорной картины светлого коммунистического будущего, разрыв исторической преемственности — с одной стороны, уничтожение нежелательных воспоминаний, а с другой — восстановление той части истории, которая становилась полезной системе в изменившихся условиях (так, во время Великой Отечественной войны были восстановлены русские военные традиции, ослаблены антирелигиозные ограничения ради укрепления легитимности режима). Отличительной характеристикой сталинизма, как и других тоталитарных режимов, стало переписывание, фальсификация российской и мировой истории, а впоследствии — и радикальный пересмотр истории российского революционного движения.
Смысл существования человека, согласно сталинской идеологии, состоит в борьбе за переустройство общества по предначертаниям партии. Большевизм изначально отличался резко выраженной антирелигиозной направленностью. Коммунистические режимы и в самой России, и позднее в странах Центральной и Восточной Европы рассматривали церковь как основного конкурента в борьбе за умы людей и, в конечном счёте, за власть. Системе ценностей, основанной на религиозной вере, сталинизм противопоставил принципиально новую рационалистическую систему ценностей, представлений о жизни и смерти, добре и зле, этике и морали, которые должны были способствовать строительству нового общества и воспитанию «нового человека». Уничтожение оппонентов и, как минимум, длительная изоляция и «перевоспитание» сомневающихся при этом рассматривались как наиболее эффективные методы «ресоциализации», формирования «нового человека». Хорошо известно, например, высказывание Бухарина о том, что «пролетарское принуждение во всех его формах, начиная от расстрелов и кончая трудовой повинностью, является, как ни парадоксально это звучит, методом выработки коммунистического человеческого материала капиталистической эпохи». Как пишет А. Н. Медушевский, сталинизм «отличало стремление установить тотальный контроль над индивидом, цель состояла в его полной ресоциализации, а методы определялись стремлением получить послушное орудие диктатуры». В результате такого сталинского социального конструирования в обществе возобладали отказ от религиозной ценности жизни и смерти, культ революционного насилия и произвола, подавление прав личности, информационная агрессивность, фатализм и пассивность. Социально поощряемыми нормами поведения стали общественная апатия, социальный инфантилизм, отрицание индивидуального вклада, эгоизм и зависть, недоверие к полноценному труду, агрессия, страх, поощрение доносов, лицемерие.
Сталин и сталинисты официально не использовали по отношению к себе термин сталинизм, называя политическую систему социализмом, а идеологию сталинизма — марксизмом-ленинизмом.

## Сталинизация РФ в начале XXI века
С 2012 до 2021 года в России более чем в два раза выросло число людей позитивно воспринимающих Сталина и его роль в истории страны — с 28 до 59 процентов. Историк и политолог Тарас Кузьо оценивает этот период как начало ре-сталинизации России. По мнению Тараса Кузьо, в течение своего 22-летнего правления Владимир Путин практически реабилитировал и продвигал культ личности Сталина. В 2022 году, через 3 недели после начала полномасштабного вторжения на Украину, в своём выступлении Путин уже вспоминал так называемую «пятую колонну» («национальных предателей», «подонков и предателей»). Подъём тоталитаризма и сталинизма в России имел своим прямым следствием вскрывшиеся военные преступления вооружённых сил РФ во время вторжения на Украину. Выступление Владимира Путина 16 марта 2022 года стало по сути явным возвратом к эпохе правления Сталина. Исследователь России Дина Капаева указывает, что возвеличивание опричнины, правления Ивана Грозного в России совместилось с реабилитацией сталинизма с целью восстановления Российской империи. Исследователь характеризует современную политику России как анти-современную. Историк Иван Курилла характеризует начавшуюся в 2014 году (после аннексии Крыма), и в особенности в начале 2015, волну ре-сталинизации с тем, что исторические аргументы Путина для аннексии не работали.  В конце 2015 года, однако, был принят закон о жертвах политических репрессий, и активная ре-сталинизация была приостановлена. В 2022 году, после начала Россией полномасштабной войны в Европе, Сталин, как ни странно, не появляется в публичном пространстве.

## Сталинизм и другие политические режимы

### Сталинизм иленинизм
«Мы все говорим ленинизм, ленинизм», — по свидетельствам, заметил как-то Каганович на даче Сталина, — «но Ленин умер много лет назад. Сталин сделал больше, чем Ленин, и мы должны говорить о сталинизме. Мы наговорились о ленинизме». — Дж. Дэвлин. Миф о Сталине: развитие культа. // Труды «Русской Антропологической школы»: Вып. 6. М.: РГГУ, 2009, с. 213-240.
Как отмечает Олег Хлевнюк, и ранее восторженно-оптимистические в оценках Сталина и его деяний, в 1935—1936 годах письма Кагановича превратились в неуёмно льстивые и нелепые панегирики: «То, что происходит, например, с хлебозаготовками этого года — это совершенно небывалая ошеломляющая наша победа — победа Сталинизма», — отмечал он в одном из них.
Большинством правых и некоторыми левыми критиками сталинизм рассматривается как логическое продолжение политики В. И. Ленина.
Так, Г. Х. Попов отмечает, что II программа РКП(б), принятая VIII съездом под руководством В. И. Ленина в марте 1919 года, задолго до прихода Сталина к власти, уже содержала все идейно-теоретические предпосылки
сталинизма:
- экономическая модель программы предполагала охват всей экономики единым централизованным планом на основе государственных директив, отсутствие материального стимулирования, товарного производства и денег;
- в крестьянском вопросе программа ставила цель упразднения мелких крестьянских и фермерских семейных хозяйств и перехода к крупным хозяйствам путём коллективизации;
- по вопросу политического устройства общества программа провозглашала отказ от всеобщего вооружения народа и создание под контролем партии государственной армии и органов ВЧК, не подконтрольных Советам;
- программой предполагалось полностью контролировать партию органами ЦК: Политбюро, Оргбюро, Секретариатом.

Все эти принципиальные положения полностью соответствуют сталинизму.
Однако среди левых критиков, в том числе марксистов (особенно среди живших в социалистических странах), включая неомарксистов, троцкистов и т. д. весьма популярна «теория прерванной связи» (англ. discontinuity theory), согласно которой сталинизм был извращением политики Ленина, которая была более гибкой и учитывала интересы более широких социальных кругов. Сторонниками последней были Л. Д. Троцкий, Р. Такер, Р. А. Медведев, Г. С. Лисичкин, О. Лацис и другие.
Так, О. Лацис отмечает коренное различие ленинского и сталинского подходов
к социалистическому строительству. Если Ленин в качестве главной предпосылки успеха социалистических преобразований на первый план выдвигал задачи длительной переделки психологии масс, повышения их культуры и образованности, то Сталин на первый план выдвигал задачи бюрократического манипулирования массами административно-командными методами.
Стивен Коэн пишет, что первым предложил называть сталинскую политику «сталинизмом, а не марксизмом и даже не ленинизмом» американский журналист Уолтер Дюранти, ссылаются на серию его корреспонденции в газете «The New York Times» за июнь 1931 года.
По выдвинутому Л. Троцким его знаменитому тезису, сталинизм является не завершением большевизма, а его «термидорианским отрицанием» и «предательством».

### Сталинизм и марксизм
Отличие сталинизма от марксизма подчёркивали Ортега-и-Гассет, а также Бердяев.
А. Ципко отмечает, что в корне противоречат марксизму следующие положения сталинизма:
- Учение Сталина о партии, как об «ордене меченосцев».
- Низведение простых людей до роли «винтиков» государства.
- Тезис об обострении классовой борьбы и усилении роли карательных органов государства по мере продвижения к социализму[47].

Г. С. Лисичкин отмечает, что сталинизм расходится с марксизмом по следующим вопросам:
- Толкование проблем собственности. По Марксу, не всякое обобществление средств производства разрешает конфликт производительных сил с производственными отношениями. Марксизм отличает административное обобществление от экономического. Лишь экономическое обобществление способствует прогрессу, а административное вредит ему.[49]
- Значение закона стоимости. Марксизм предостерегает от попыток устанавливать цены товаров административными методами, игнорируя закон стоимости, констатируя, что эти попытки приведут лишь к диспропорциям и кризису производства.[50]

Существует мнение, что Сталин, оставаясь на словах марксистом, на практике заменил марксизм традиционным русским национализмом и империализмом. Идеалы интернационализма, равенства и социальной справедливости, которым следовали большевики, Сталин заменил империализмом и государственным диктатом во всех сферах жизни.

### Сталинизм и самодержавие
Р. Пайпс подчёркивал преемственность политики сталинизма и царской России.

Между 1878 и 1881 годом в России был заложен юридический и организационный фундамент бюрократическо-полицейского режима с тоталитарными обертонами, который пребывает в целости и сохранности до сего времени. Можно с уверенностью утверждать, что корни современного тоталитаризма следует искать скорее здесь, чем в идеях Руссо, Гегеля или Маркса. Ибо, хотя идеи безусловно могут породить новые идеи, они приводят к организационным переменам лишь если падут на почву, готовую их принять.

### Сталинизм и антисталинизм
В своей монографии «Переосмысление сталинизма» историк Генри Рейхман подвергает анализу различные перспективы применения термина сталинизм: «В свойственном исследователям применении понятие „сталинизм“, описываемый здесь как движение, является экономической, политической или социальной системой, в других случаях — типом политической деятельности или системой взглядов и убеждений…» Он ссылается на исследование историка Стивена Коэна, в котором тот подвергает пересмотру историю СССР после правления Сталина как «продолжающееся напряжение между анти-сталинским реформизмом и про-сталинским консерватизмом», отмечая, что такая характеристика требует ясного определения сталинизма. Однако Коэн оставляет неописанными фундаментальные черты сталинизма.
Как отмечает В. Б. Шепелева (2017), в современной России так называемые „державники-почвенники“ интерпретируют антисталинизм как „эффективное средство подрыва страны: сначала Советского Союза, потом РФ“.

### Сталинизм имаоизм

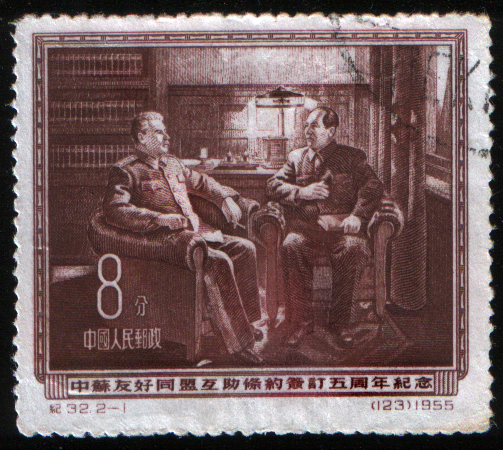
Сталин и Мао в кабинете. Позади них — полное собрание сочинений В. И. Ленина. Почтовая марка Китая

Маоисты хвалили Сталина за его деятельность во главе СССР и международного пролетариата, разгром нацизма, фашизма, японского милитаризма и его антиревизионизм. Все идеи Мао Цзэдуна при жизни Сталина — абсолютно сталинистские (предложены Сталиным или его аппаратом и рекомендованы Мао Цзэдуну лично Сталиным). Поскольку Сталин был сторонником строительства социализма в одной стране (считая Туву и Монголию по сути её филиалами), то он был против строительства социализма в Китае. Он рекомендовал Мао Цзэдуну и КПК союз с Гоминьданом и партизанскую войну в сельской местности в противовес идеям Троцкого о городском восстании в Китае и владении землёй в Китае городской буржуазией, почему никакой прочный союз крестьян с владеющей землёй и угнетающей крестьян городской буржуазией и Гоминьданом невозможен, а задачи буржуазной революции в Китае должны решать коммунисты и городской пролетариат — а после их победы и сельский пролетариат — в рамках перманентной революции. Сталин до начала холодной войны всегда выступал за союз с Гоминьданом и даже настоял, чтобы Мао Цзэдуна включили в состав руководства Гоминьдана. Но Сталин и Мао обвинили в своих ошибках китайских троцкистов, неохотно, но выполнявших линию Коминтерна на союз с Гоминьданом. Даже после резни коммунистов в Шанхае, Сталин поддерживал Шэн Шицая и искал среди губернаторов китайских провинций других милитаристов, способных стать сателлитами СССР .
Поскольку это было ошибкой Сталина и Мао, то в самой КПК теперь скорее положительно оценивают деятельность китайских троцкистов (но не Троцкого и IV Интернационал).
Мао Цзэдун провозгласил, что Сталин был на 70 % хорош, и только на 30 % плох (позднее самого Мао точно так же охарактеризовал Дэн Сяопин). Маоисты критиковали Сталина за то, что он считал буржуазное влияние в СССР результатом действия внешних сил. Несмотря на его тезис об усилении классовой борьбы по мере строительства социализма, маоисты критиковали его мысли о том, что после строительства социализма в основном уже нет классовых противоречий. После отказа современной КПК от идеи классовой борьбы в современном Китае, можно считать, что в Китае — не маоизм, а сталинизм с китайской троцкистской спецификой.

### Сталинизм инацизм
Ряд авторов на Западе и в постсоветских странах опубликовали исследования на тему сравнения нацизма и сталинизма, в которых они рассмотрели сходство и различие двух идеологий и политических систем, какие отношения существовали между этими двумя режимами и почему оба они совпали хронологически и годы их подъёма пришлись на 1930-е — 1940-е гг. В течение XX века сравнение нацизма и сталинизма делалось неоднократно, в них поднимались темы тоталитаризма, идеологии и культа личности. Кроме того, исследователями проводился сравнительный анализ отличий обоих этих режимов от либеральных режимов на Западе, также с акцентом на сходство между двумя этими режимами. Крупнейшими исследователями этой темы на Западе были Збигнев Бжезинский, Ханна Арендт, Карл Фридрих и Роберт Конквест, они же были видными сторонниками применения так называемой „тоталитарной“ концепции для сравнения нацизма и сталинизма. Формулировка „два фашизма“ употреблялась в русскоязычной эмигрантской печати, а также в работах советских диссидентов в материалах самиздата (в официальной советской пропаганде выражение „два фашизма“ употреблялось для сравнения американской политико-экономической экспансии в странах третьего мира с территориально-политической экспансией Третьего Рейха). Сравнивать советский строй с фашистским в самом Советском Союзе было немыслимо, такие сравнения можно найти только в материалах уголовных дел и судебных процессов над „инакомыслящими“ и в дневниковых записях. В качестве примера последней из указанных форм неподцензурной публицистики, можно привести записи из дневника советского режиссёра Г. И. Буркова, за 1988 год:

Мы сначала вынужденно, правда, с очень сильными оговорками, признали послевоенное Японское чудо, а потом, уже безо всяких оговорок, стали восхищаться японским гением и японскими предприимчивостью и трудолюбием. Совсем забыв при этом, что речь идет о капиталистической стране, которая только что была монархической и отставала от нас в общественном устройстве на столетия.
Два фашизма (наш и японско-германский) привели к совершенно противоположным результатам. Мы помогли фашистам опустошить Европу, китайцам — Азию. Мы не думали о людях, мы не верили в людей. Наш идеал — стадо. И в довершение всего построили худший из вариантов человеческого общежития. И до сих пор охотимся за ведьмами. […] Победа в Великой Отечественной окончательно развалила русских. И, естественно, позволила большевикам держаться до сих пор. Война — это грязь и убийство на самом дне сознания. Геройство создают идеологические подонки. Выбор между двумя фашизмами. Что может быть мучительней?! Но я никогда не скажу, что выбор был сделан правильный. Раб на выбор не способен. […] Кончается длинный и мучительный отрезок пути. Кончается власть глупых и бездарных людей, длившаяся так долго. Кончается фашизм на моей Земле.— Бурков Г. И. Хроника сердца

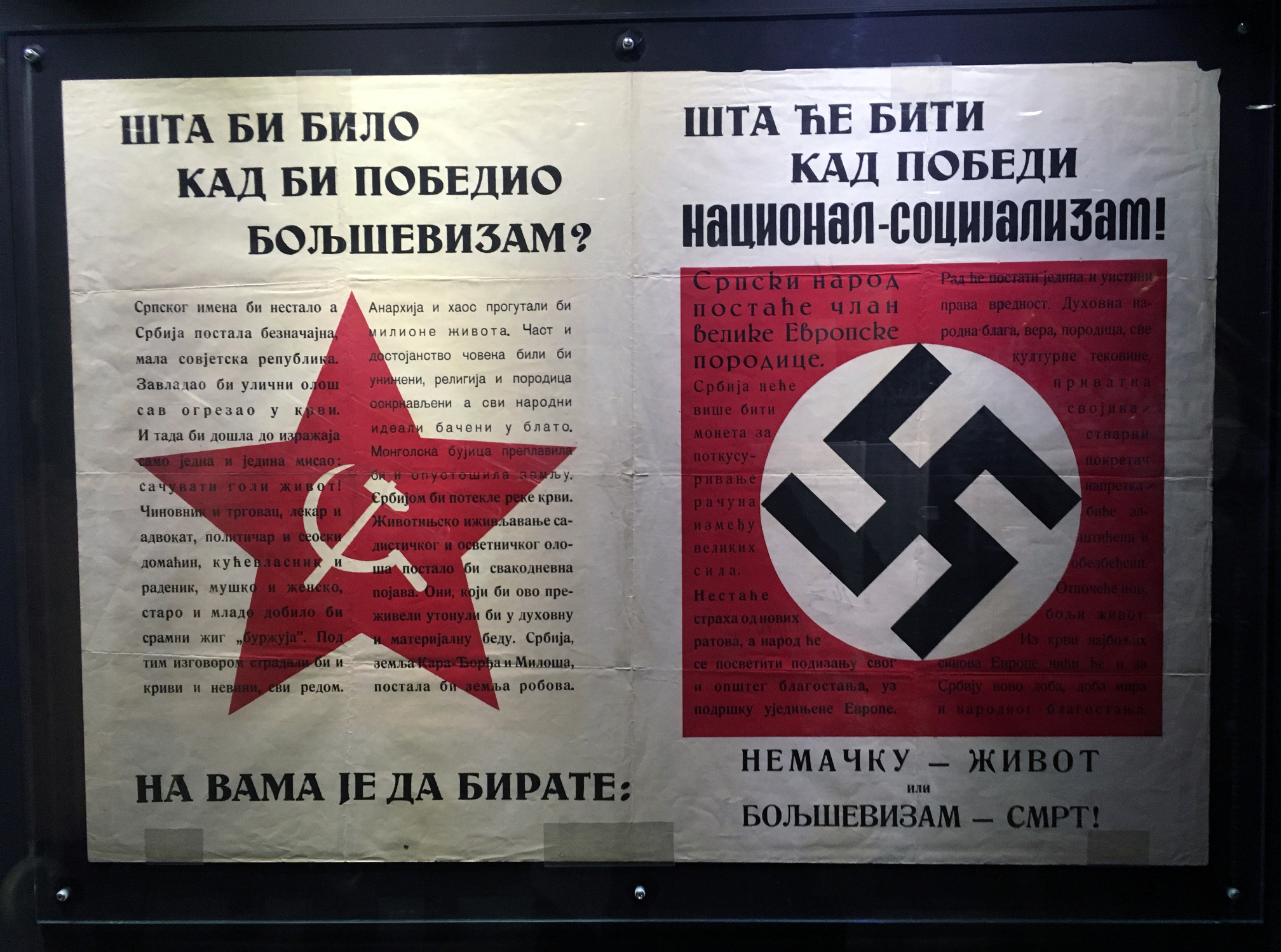
«Что было бы, если бы победил большевизм или национал-социализм?». Сербский плакат периода Второй мировой войны

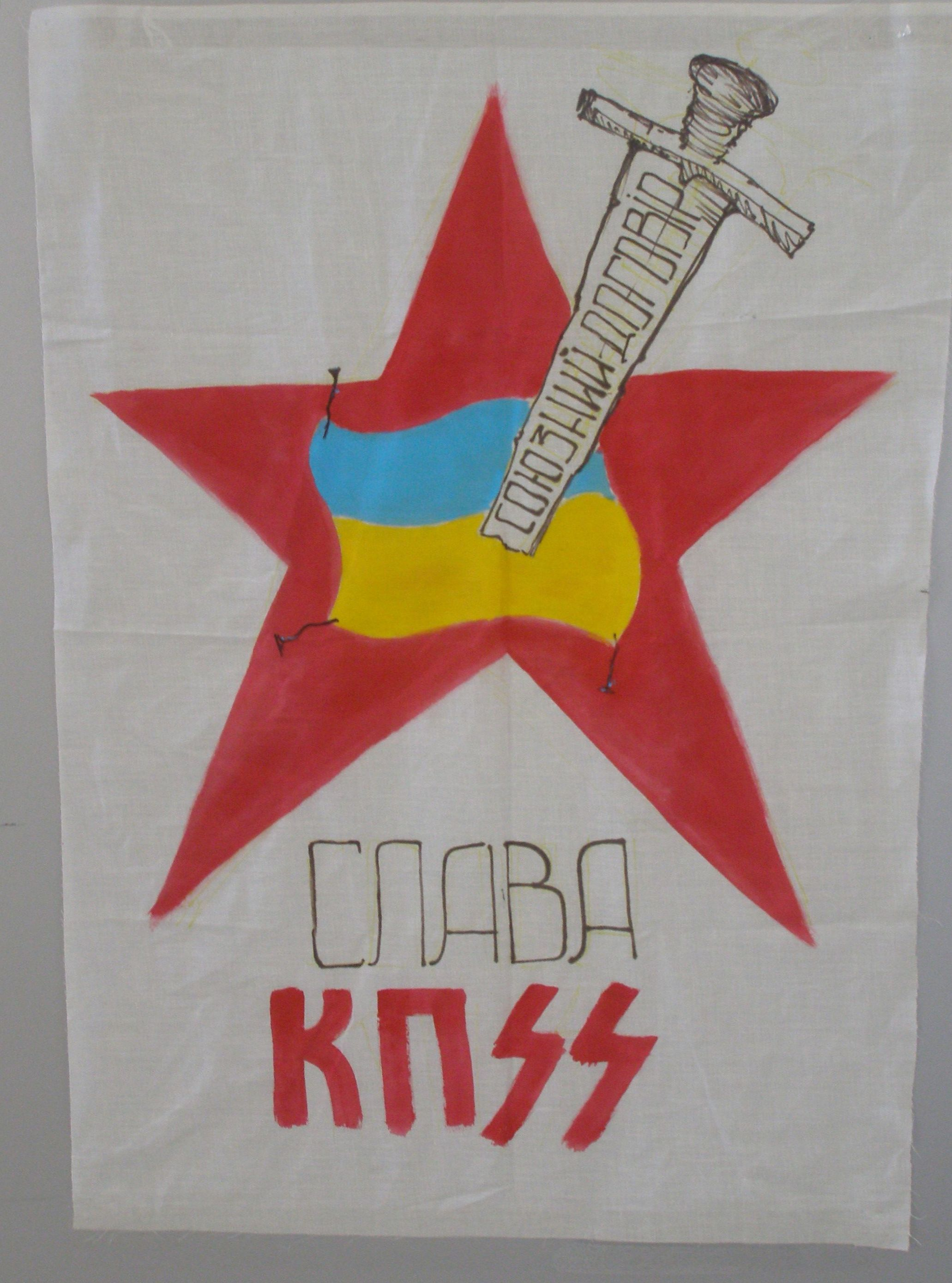
«Слава КП𐌔𐌔». Студенческая листовка в Киеве, 1990 год

Иллюстрацией случая косвенного сопоставления „двух фашизмов“ в СССР может служить история конфискации всех экземпляров романа советского писателя Василия Гроссмана „Жизнь и судьба“, решение о котором было принято на самом „верху“, под личным надзором главного советского идеолога СССР М. Суслова, заявившего автору: „Ваш роман может быть опубликован не ранее, чем через 200—300 лет“. Открыто писать такое в прессе и публицистике стало возможным только накануне краха советского режима. В заметке Е. И. Осетрова и О. А. Салынского в 1991 году содержатся следующие слова: „Давно пора назвать вещи своими именами: наш народ пережил не одну, а две войны — внешнюю и внутреннюю, победил два фашизма — чужой и свой, собственный“.
По утверждению политолога Майкла Паренти, многие нарративы, которые приравнивают нацизм (или фашизм в более общем смысле) и сталинизм (или коммунизм в более общем смысле), часто являются упрощёнными и обычно опускают классовые интересы каждого соответствующего движения. Паренти говорит, что фашисты в Германии и Италии, несмотря на „некоторые скудные социальные программы“ и проекты общественных работ, направленные на укрепление националистических настроений, поддерживали и служили интересам крупного бизнеса и капиталистического класса за счёт рабочих, запрещая забастовки и профсоюзы, приватизируя государственные фабрики, заводы и банки наряду с сельскохозяйственными кооперативами, отменяя правила безопасности на рабочем месте, законы о минимальной заработной плате и сверхурочной работе. Это привело к тому, что у фашистов появилось много поклонников и сторонников среди капиталистического класса в их собственных странах и на всём Западе, включая Соединённые Штаты. Напротив, заявляя о наличии недостатков в марксистско-ленинских государствах (некоторые из которых обусловлены неправильным развитием из-за внешнего давления со стороны враждебного капиталистического мира) и признавая многочисленные санкционированные государством тюремные заключения и убийства (которые, по его утверждению, были преувеличены по политическим причинам), Паренти утверждает, что сталинский режим, в частности, добился больших успехов в повышении грамотности, увеличении заработных плат, развитии здравоохранения и прав женщин, а также „коммунистические революции в целом создали условия жизни для массы людей, которые были намного лучше, чем то жалкое существование, которое они терпели при феодалах, военных боссах, иностранных колонизаторах и западных капиталистах“.

## Аргументы сторонников
Защитники сталинской политики утверждают, что одним из достижений И. В. Сталина является его роль в победе СССР в Великой Отечественной войне, а также многие объективные экономические, военные и научные успехи СССР, развитие образования и здравоохранения.
Ряд историков и экономистов (М. М. Горинов, Н. Д. Колесов, Г. А. Черемисинов и др.) отмечают, что в конце 1920-х годов в сфере экономической политики Сталин выбрал стратегически верный путь форсированной индустриализации и создания мобилизационной модели плановой экономики, а жёсткие методы проведения индустриализации и коллективизации являлись вынужденными, поскольку были обусловлены необходимостью выживания советского государства в исторических условиях того времени, когда существовали реальные военные угрозы (в частности, военная тревога 1927 года, экспансия Японии в Восточной Азии вблизи границ СССР и подготовка Японии к нападению на СССР на рубеже 1920-х — 1930-х годов). В результате индустриализации всего за десять с небольшим лет в промышленном развитии было радикально уменьшено отставание от развитых стран Запада, а по абсолютным показателям СССР стал второй экономикой в мире (после США). Индустриализация стала одним из ключевых факторов победы СССР в Великой Отечественной войне. Созданная в конце 1920-х годов сталинская модель экономики (её „главным архитектором“ был сам Сталин) просуществовала три десятилетия (до конца 1950-х годов) и на всём своём протяжении демонстрировала высокие темпы экономического роста, которые по мнению доктора экономических наук Григория Ханина можно назвать „советским экономическим чудом“. При этом в последний период существования сталинской модели (с конца 1940-х до конца 1950-х годов), вследствие повышения эффективности экономической политики, начался переход от экстенсивного к интенсивному росту экономики.
В сельском хозяйстве проводилась электрификация и механизация коллективных хозяйств (в 1933—1940 годах МТС и совхозы получили 573 тысячи тракторов и более 230 тысяч хлебоуборочных комбайнов). Это повысило производительность труда в аграрном секторе, и как следствие, высвободило для тяжёлой индустрии и других отраслей экономики более 20 млн человек.
Согласно ряду историко-демографических исследований (Л. Е. Гринин, С. А. Нефёдов и другие), к началу XX века Российская империя попала в „мальтузианско-марксову ловушку“. Это выражалось в следующем: численность населения страны росла быстрыми темпами, а так как страна оставалась преимущественно аграрной — то серьёзно обострилась проблема аграрного перенаселения, что в условиях экстенсивного сельского хозяйства создавало угрозу голода. ВВП на душу населения рос быстрее увеличения численности населения, но при этом основные выгоды экономического роста доставались только небольшой части общества (богатым). СССР смог выйти из „мальтузианско-марксовой ловушки“ благодаря политике В. И. Ленина и И. В. Сталина, прежде всего в результате ликвидации социальной дифференциации на бедных и богатых, проведения форсированной индустриализации и механизации сельского хозяйства.
Несмотря на ряд социальных катаклизмов, к концу правления Сталина в результате форсированной модернизации (приведшей к повышению уровня жизни людей) и успешного развития медицины резко выросла средняя продолжительность жизни. Если в 1913 году в Российской империи средняя продолжительность жизни составляла всего 33 года, а в 1926 году в СССР — 44 года, то в 1953 году — уже 63 года. То есть за период правления Сталина продолжительность жизни выросла приблизительно на 20 лет.
Внешняя политика Сталина многими аналитиками оценивается как рациональная, прагматичная. В частности, такая оценка касается и заключения Договора о ненападении Советского Союза с Германией в 1939 году. Отмечается, что заключение договора для СССР отсрочило начало войны на два года, в течение которых была повышена обороноспособность страны и продолжалось развитие экономики (в том числе повышалась её эффективность). СССР предотвратил создание враждебной ему коалиции Германии, Англии и Франции (ряд историков указывает на то, что в случае создания антисоветской коалиции Англия и Франция не противодействовали бы военной агрессии гитлеровской Германии против Советского Союза). Также результатом договора стало значительное укрепление геополитических позиций СССР в Европе.
Эффективная вертикаль власти, во многом сформировавшаяся в годы сталинского правления, являлась одним из факторов коренного перелома и победы СССР в Великой Отечественной войне. Высокое качество руководства было как на общесоюзном уровне во главе с И. В. Сталиным, так и на уровне союзных республик, регионов, городов.
А. А. Зиновьев отмечает объективные предпосылки сталинизма: необходимость коллективизации и индустриализации, строгой сверхцентрализации в управлении государством, репрессии как защиту от преступности, экономическую, культурную и идеологическую революции.
Американский историк Роберт Тёрстон в своей работе „Жизнь и террор в сталинской России. 1934—1941“ приходит к выводам, что влияние террора на советское общество в сталинские годы не было значительным (среди советских людей массового страха перед репрессиями никогда не было, так как репрессии имели ограниченный характер и не затронули большинства населения); советское общество скорее поддерживало сталинский режим, чем боялось его; большинству людей сталинская система обеспечила возможность продвижения вверх по социальной лестнице.
С 21 по 31 июля 1931 года Бернард Шоу посетил СССР, где 29 июля у него состоялась личная встреча с Иосифом Сталиным. Помимо столицы, Б. Шоу побывал в глубинке — коммуне имени Ленина Тамбовской области, считавшейся образцовой. Возвращаясь из Советского Союза, Шоу говорил:

„Я уезжаю из государства надежды и возвращаюсь в наши западные страны — страны отчаяния… Для меня, старого человека, составляет глубокое утешение, сходя в могилу, знать, что мировая цивилизация будет спасена… Здесь, в России, я убедился, что новая коммунистическая система способна вывести человечество из современного кризиса и спасти его от полной анархии и гибели“.
В интервью, предоставленном в Берлине по дороге на родину, Б. Шоу дал высокую оценку И. В. Сталину как политику:

„Сталин — очень приятный человек и действительно руководитель рабочего класса … Сталин — гигант, а все западные деятели — пигмеи“.
А уже в Лондоне 6 сентября 1931 года в своём докладе на тему поездки драматург говорил:

„В России нет парламента или другой ерунды в этом роде. Русские не так глупы, как мы; им было бы даже трудно представить, что могут быть дураки, подобные нам. Разумеется, и государственные люди советской России имеют не только огромное моральное превосходство над нашими, но и значительное умственное превосходство“.

## Аргументы противников
- Начиная с 1929 года при проведении сталинской коллективизации был нарушен ленинский принцип добровольности, постепенности и личной заинтересованности при переходе от частной собственности на землю к коллективной. Крестьян заставляли идти в колхозы, угрожая „раскулачиванием“. В результате за февраль и март 1930 г. крестьянами, опасавшимися „раскулачивания“, было забито 14 млн голов крупного рогатого скота, ⅓ всех свиней и ¼ овец и коз.[92][93] Если взять за базис 1928 год, то в 1933 году было произведено всего 81,5 % от валового объёма сельскохозяйственной продукции, поголовье крупного рогатого скота уменьшилось с 60,1 до 33,5 млн голов. Среднегодовое производство зерна в СССР в 30-х годах было меньше, чем в 1913 г.[94]
- Наряду со сталинской коллективизацей был допущен голод в СССР в 1932—1933 годах. В результате погибло от 5 до 8 млн человек. Не оправдались ожидания Сталина: в декабре 1935 года прирост населения в СССР должен был составить 3 млн человек, а в реальности же прирост составил всего 1 млн человек за год. [95]
- При проведении индустриализации все важнейшие показатели промышленного производства первой пятилетки, намеченные в пятилетках, не были достигнуты.[96] В результате сталинской индустриализации и коллективизации производительность труда в промышленности, сельском хозяйстве и уровень личного потребления в 30-е годы существенно понизились по сравнению с 1913 годом[97][98]. Экономические результаты сталинской индустриализации нельзя признать успешными как в краткосрочной, так и в долгосрочной перспективе[99].
- Ликвидация НЭПа могла стать причиной недостаточности предложения на рынке товаров и услуг.[100]
- Политика Сталина по линии международного коммунистического движения в 1929—1931 гг. была направлена против социал-демократов, что препятствовало созданию общего антифашистского движения. В немалой степени данная политическая борьба способствовала приходу к власти откровенно фашистских режимов уже в 1930-х годах.[101]
- В ходе репрессий 1936-38 гг. по „политическим статьям“ было арестовано не менее 5 млн человек.[102][103] Были арестованы трое из пяти маршалов СССР, пятнадцать из шестнадцати командармов, все командиры корпусов и почти все командиры дивизий и бригад, около половины командиров полков, все армейские комиссары, почти все комиссары корпусов, дивизий и бригад.[104] Перед нападением на СССР Гитлер заявил:[105]

Первоклассный состав советских высших военных кадров истреблён Сталиным в 1937 г.
 К моменту смерти Сталина в исправительно-трудовых лагерях и колониях насчитывалось свыше 2,4 млн человек.
- В результате заключения договора о ненападении между СССР и Германией 23 августа 1939 года Германия выиграла намного больше СССР[107]. Договор подорвал доверие к внешней политике СССР и поставил СССР в положение полуизоляции; следствием договора явился раскол в международном коммунистическом движении.[108][109][110]
- II Съезд народных депутатов СССР осудил факт подписания секретного дополнительного протокола к договору о ненападении между СССР и Германией 23 августа 1939 года как морально негодный, неприемлемый, несовместимый с социализмом: текст был составлен в МИД Германии и принят Сталиным и Молотовым с небольшими поправками, протокол не утверждался законодательными или исполнительными органами СССР, представлял собой сговор в обход внутренних законов СССР и в нарушение его договорных обязательств перед третьими странами[111][112].
- Договор о дружбе и границе между СССР и Германией стал грубой политической ошибкой Сталина, втянувшей СССР в сотрудничество со страной-агрессором[113].
- Война с Финляндией едва не втянула СССР в войну с Англией и Францией. Гитлеровское руководство рассматривало подготовку военного удара Англии и Франции против СССР как важный фактор, ослабляющий их позиции в войне с Германией. В итоге войны руководство Финляндии пошло на сближение с гитлеровской Германией и обеспечило блокаду Ленинграда.[114].
- Перед началом войны единоличное решение Сталиным основных проблем обороны СССР привело к тому, что игнорировались многочисленные донесения о явном нарастании угрозы нападения нацистской Германии и не были даны своевременные указания об ускорении стратегического развёртывания и приведения войск в полную боевую готовность.[115][116][117]
- В немецкий плен попало 5,24 млн советских солдат и офицеров, из них погибло в плену 57 %. Приказом № 270 от 16 августа 1941 г. Сталин приказал считать злостными дезертирами всех командиров и политработников, сдавшихся в плен, а их семьи считать подлежащими аресту, как семьи нарушивших присягу и предавших свою Родину дезертиров. Советское правительство отказалось от сотрудничества с МККК, который мог бы передавать посылки с продовольствием, что значительно увеличило смертность среди советских военнопленных[118].
- Насильственное переселение целых народов (ингерманландские финны, чеченцы, ингуши, калмыки, карачаевцы, балкарцы, кавказские турки, крымские татары, крымские греки, болгары Крыма, итальянцы, армяне и цыгане Крыма[119], российские немцы) c лишением гражданских прав и свободы передвижения[115]. Кроме того, по договору между СССР и Германией были депортированы в Германию остзейские немцы, а с Дальнего Востока в Среднюю Азию были выселены корейцы СССР.
- В области науки и культуры сталинизм привёл к тотальной фальсификации исторической науки в СССР[120]. В философии господствовала атмосфера политических обвинений и идеологических доносов[121][122]. Были уничтожены уникальные, известные во всем мире школы экономистов Н. Д. Кондратьева, Л. Н. Юровского, А. В. Чаянова, а сами экономисты погибли[123][124]. Генетика была разгромлена Т. Д. Лысенко и его последователями, а её сторонник всемирно-известный учёный академик Н. И. Вавилов был арестован и умер в тюрьме[125]. По вымышленным обвинениям были брошены в тюрьму авиаконструкторы А. Н. Туполев, В. М. Петляков, В. М. Мясищев и другие. Погиб выдающийся физик-теоретик М. П. Бронштейн. Погибли тысячи директоров, главных инженеров, ведущих специалистов заводов, комбинатов, строек, начальников железных дорог. Более ста кинематографистов стали жертвами репрессий[126]. Кибернетика была под запретом.[127] В 20-40 гг. XX века, по оценке П. Л. Капицы, в мире возникло около 20 принципиально новых направлений развития техники (синтетическое горючее, пластмассы, турбина внутреннего сгорания, телевидение, сверхтвёрдые сплавы, реактивная авиация, полупроводники, электронно-вычислительная техника и т. д.), а в СССР сделано лишь открытие синтетического каучука.[128] В 20-40 гг. XX века ни один советский учёный не вошёл в число лауреатов Нобелевской и Филдсовской премий. Крайне пагубно сталинизм действовал на творчество писателей[129], в неполном списке уничтоженных литераторов около 500 имён[130].
- Борьба с коррупцией в сталинский период несла декларативный характер и была результатом политических кампаний для расправы с оппонентами[131]. Главным качеством для номенклатурного работника были безграничная лояльность лично Сталину и способность беспрекословно выполнять указания, а не моральная чистоплотность[132]. Есть множество примеров, когда высшее руководство страны не привлекалось к уголовной ответственности по фактам присвоения госимущества на сотни тысяч рублей, несмотря на то что о результатах проверок докладывали лично Сталину[133][134][135].

В Коммунистической партии Китая нет единой точки зрения о причине отклонений КПСС от принципов марксизма, отклонений, которые, в конце концов и привели к краху СССР. По-прежнему распространена точка зрения, согласно которой такой причиной является „ревизионистская“ политика руководства КПСС во главе с Хрущёвым. В то же время на официальном уровне высказывается убеждение, что такой причиной стала „структура, созданная при Сталине“ (в довоенный период, так как в КНР под официальным научным сталинизмом понимаются послевоенные идеи Сталина в области организации труда). Под такой структурой понимается: гипертрофированное развитие тяжёлой промышленности, нарушение прав человека, вплоть до лишения людей права на жизнь, недемократический характер власти в СССР. Любопытно, что такая точка зрения нередко высказывается в том контексте, что эту „структуру, созданную при Сталине“, СССР навязал КНР и поэтому именно СССР должен нести ответственность за все бедствия, происходившие в КНР в 60-70-е годы (Большой скачок и Культурная революция в Китае).

## Оценка

### Оценка в Европе
В июле 2009 года с подачи депутата Государственного собрания Словении Роберто Бателли и депутата Сейма Литвы Вилии Алякнайте-Абрамикене Парламентская ассамблея ОБСЕ вынесла резолюцию, в которой приравняла преступления сталинизма в СССР к преступлениям нацистского режима в Германии. Резолюция, названная «Воссоединение разделённой Европы», подчёркивает, что оба тоталитарных режима нанесли серьёзный ущерб Европе, в обоих режимах наблюдались проявления геноцида и преступления против человечества.
Одним из призывов резолюции ОБСЕ к государствам-участникам является прекращение восхваления тоталитарных режимов, включая проведение публичных демонстраций в ознаменование нацистского или сталинистского прошлого, а также открытие исторических и политических архивов.
В ответ Россия выступила с резким осуждением этого решения ОБСЕ, заявив, что данная резолюция, фактически уравнивающая сталинский режим и нацизм, искажает историю:
Считаем недопустимым тот факт, что в резолюции ПА ОБСЕ делается попытка искажения истории в политических целях, и это не способствует созданию атмосферы доверия и сотрудничества между государствами-участниками этой организацииОфициальный представитель МИД России .
В апреле 2015 года Папа римский Франциск назвал преступления сталинизма одной из самых больших трагедий XX века, в одном ряду с преступлениями нацизма и геноцидом армян.

### Официальная оценка в СССР / России
После смерти Сталина массовые репрессии прекратились, однако заложенная им политико-экономическая система, основанная на сверхцентрализации и всевластии партийной номенклатуры, просуществовала в практически неизменном виде вплоть до конца 80-х годов.
При этом попытки дать какую-либо оценку сталинскому правлению, за исключением осуждения культа личности, до Перестройки не предпринимались. Сам термин «сталинизм» считался изобретением западной пропаганды.
«„Сталинизм“ — это „понятие, придуманное противниками коммунизма, и <оно> широко используется для того, чтобы очернить Советский Союз и социализм в целом“». (Михаил Горбачёв, 1986 год).
В дальнейшем, по мере развития гласности, в прессе и прочих СМИ была развернута широкая кампания по освещению и критике сталинизма (тема, до тех пор наглухо закрытая для советских СМИ) и связанных с ним явлений.
В резолюции XIX Всесоюзной конференции КПСС отмечается, что преступления сталинизма вызвали

… глубокие деформации в социалистическом обществе, задержали его развитие на целые десятилетия, привели к огромным человеческим жертвам и неисчислимым нравственным и идейным потерям.
В 1989 году термин сталинизм получает юридическое закрепление в советском законодательстве: в Указе Президиума Верховного Совета СССР от 16.01.1989 г. «О дополнительных мерах по восстановлению справедливости в отношении жертв репрессий, имевших место в период 30 — 40-х и начала 50-х годов» говорилось: «Осудить внесудебные массовые репрессии периода сталинизма…».
Д. А. Медведев в интервью газете «Известия», которое он дал накануне празднования 65-й годовщины победы в Великой Отечественной войне, в частности, отметил, что нельзя простить преступления, совершённые Сталиным против своего народа. Он обратил внимание на тот факт, что у большинства людей в мире «фигура Сталина не вызывает никаких тёплых эмоций». Д. А. Медведев заявил: «Победа в Великой Отечественной войне — заслуга народа, а не Иосифа Сталина и военачальников». Он особо выделил то, что в России нет места для символики сталинизма: «Каждый вправе на собственные оценки, но это не должно влиять на оценку государства. Я не вижу в стране места для символики сталинизма».

Ни в коем случае нельзя говорить о том, что сталинизм возвращается в наш быт, что мы используем символику, что мы собираемся использовать какие-то плакаты, ещё что-то делать. Этого нет и не будет. Это абсолютно исключено. И в этом, если хотите, нынешняя государственная идеология и моя оценка как президента.— Д. А. Медведев
Юридическая оценка государством репрессий дана в «Законе о реабилитации жертв политических репрессий»:
«За годы Советской власти миллионы людей стали жертвами произвола тоталитарного государства, подверглись репрессиям за политические и религиозные убеждения, по социальным, национальным и иным признакам. Осуждая многолетний террор и массовые преследования своего народа как несовместимые с идеей права и справедливости, Федеральное Собрание Российской Федерации выражает глубокое сочувствие жертвам необоснованных репрессий, их родным и близким, заявляет о неуклонном стремлении добиваться реальных гарантий обеспечения законности и прав человека.»

### Оценка политиков и политологов России

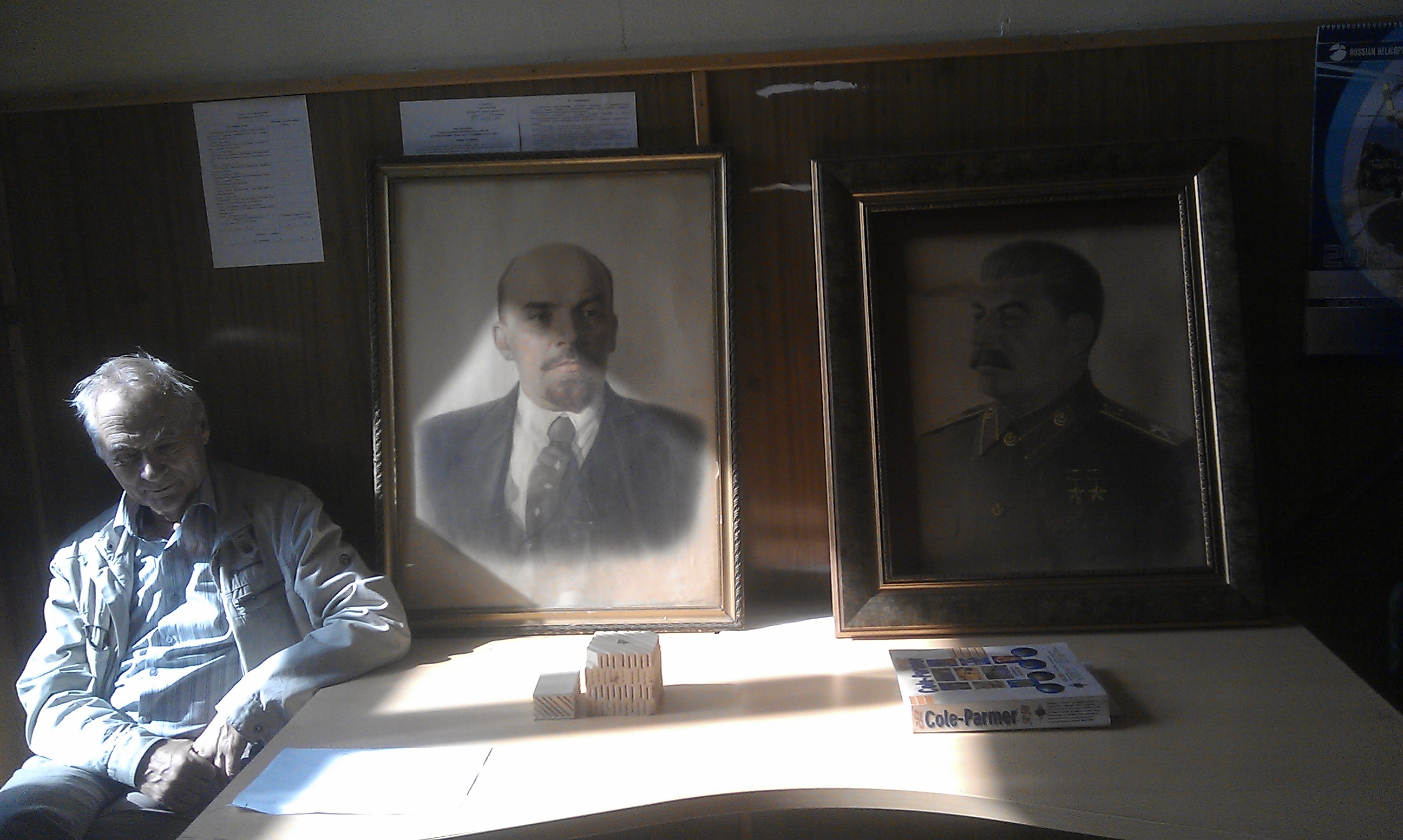

Как подчёркивает профессор факультета политологии МГУ Сергей Черняховский, большинство современных россиян, которые поддерживают Сталина, одновременно осуждают репрессии.
Михаил Делягин в 2013 году отмечал, что «значительная часть российского общества, по-разному относясь к этой перспективе, связывает будущее нашей страны с возвращением Сталина, как исторического явления».
Существует мнение, что в 1990-е в России сталинизм был одной из форм протестной активности, специфически выраженным требованием справедливости, а в эру правления Путина стал радикальной формой лоялизма установившемуся режиму.

## В произведениях искусства
В книге Роя Медведева «О Сталине и сталинизме» (1990) приведены ряд примеров произведений, в которых описываются различные аспекты того периода:
- «Архипелаг ГУЛАГ», «Один день Ивана Денисовича» А. Солженицына, «Колымские рассказы» В. Шаламова, роман Ю. Трифонова «Исчезновение»[150], А. Рыбакова «Дети Арбата»[150], В. Дудинцева «Белые одежды»[150], Ю. Домбровского «Факультет ненужных вещей», В. Гроссмана «Жизнь и судьба»[150], Б. Пастернака «Доктор Живаго»[150], В. Астафьева «Прокляты и убиты», А. Бека «Новое назначение»[150] и повесть «На другой день», роман В. Ажаева «Вагон»; повести Б. Пильняка «Повесть непогашенной луны»[150], А. Платонова «Котлован», Д. Гранина «Зубр»[150], И. Эренбурга «Оттепель», А. Приставкина «Ночевала тучка золотая»[150], Н. Нарокова «Мнимые величины»;
- фильмы А. Авдеенко «Закон жизни», Т. Абдуладзе «Покаяние»[150];
- пьеса М. Шатрова «Дальше…дальше…дальше…»[150];
- мемуары Е. Гинзбург «Крутой маршрут»[150], К. Симонова «Глазами человека моего поколения», «Сто суток войны», Д. Быстролетова «Пир бессмертных», дневник Нины Луговской, И. Г. Эренбурга «Люди, годы, жизнь».
- стихотворение О. Мандельштама «Мы живём, под собою не чуя страны…», поэма А. Ахматовой «Реквием»[150], стихотворение Р. Рождественского «Винтики», стихотворение Е. Евтушенко «Наследники Сталина», поэмы А. Твардовского «По праву памяти»[150], «Тёркин на том свете», песня Ю. Алешковского «Товарищ Сталин, вы большой учёный».

произведения зарубежных писателей: роман Д. Оруэлла «1984» и сказка «Скотный двор» (англ. Animal Farm: A Fairy Story, рассказ Л. Фейхтвангера «Рассказ о физиологе докторе Б.»., роман А. Кёстлера «Слепящая тьма».